# Annals of Internal Medicine
Annals of Internal Medicine (Ann Intern Med; ISSN 0003-4819) es una revista médica publicada por el American College of Physicians (ACP) (Colegio de Médicos estadounidenses). Publica artículos de investigación y revisiones en el área de la medicina interna.
Fundada en 1927, Annals of Internal Medicine se publica con periodicidad quincenal desde 1988. Su editor actual es Harold C. Sox.
Annals of Internal Medicine tiene un factor de impacto (2014) de 17.81, que la hace una de las más citadas dentro del campo de la Medicina, sólo superada por JAMA, Lancet, Nature Medicine y New England Journal of Medicine. 
Según academic-acclerator el Annals of Internal Medicine tiene un factor de impacto en el período 2020-2021 de 25,391.

## Métricas de revista
2022
- Web of Science Group : 25,391
- Índice h de Google Scholar: 403
- Scopus: 6,645